# 萱場站
萱場站（日语：／ Kayaba eki */?）是位於岐阜縣岐阜市萱場，名古屋鐵道揖斐線的鐵道車站（廢站）。

## 歷史
在1914年（大正3年），揖斐線的前身岐北輕便鐵道開設此站。後來在1944年（昭和19年）暫停服務，在1969年（昭和44年）4月5日正式廢除。
- 1914年（大正3年）3月29日 - 岐北輕便鐵道忠節站至北方町站（後來名為美濃北方站）之間開通，此站啟用[3][4]。
- 1944年（昭和19年） - 車站暫停營業[4]。
- 1969年（昭和45年）4月5日 - 車站正式廢除[4]。

## 車站構造
截至車站廢除前，此站是地面車站，設有1面1線的單式月台。月台由石牆堆砌而成。在揖斐線廢除後路軌被撤去，但是截至2017年11月，還可看見月台遺蹟。（參見圖片）

## 相鄰車站
名古屋鐵道
揖斐線
近之島－萱場－旦之島

## 注腳
1. ↑  國土地理院2.5萬地形圖「北方」，1932年(昭和7年)。
2. ↑  德田耕一. . JTB Can Books. JTB出版. 2005: 144. ISBN 978-4-53305-883-7 （日语）.
3. ↑  「軽便鉄道運輸開始」《官報》1914年4月9日（國立國會圖書館數碼化資料）
4. 1 2 3  . 鄉土出版社（日语：郷土出版社）. 1997: 220–230. ISBN 4-87670-097-4 （日语）.
5. ↑  . 日本地図センター. 1995: 1920年（大正9年）の地図. ISBN 488946008X （日语）.